# Polisens grader i Kejsardömet Ryssland 1884–1917
Polisens grader i Kejsardömet Ryssland 1884–1917 visar den hierarkiska ordningen i den ryska polisen 1884–1917. Det ryska gendarmeriets grader behandlas inte.

## Ämbetsmän med rang
Ämbetsmännen i polisen hade i allmänhet civila grader. Officerare som tjänstgjorde i polisen bar dock militära grader.
| Rangklass | Civila grader                                        | Militära grader | Exempel på befattning                            |
| --------- | ---------------------------------------------------- | --------------- | ------------------------------------------------ |
| II        | Действительный тайный советник (Verkligt geheimeråd) | General         | Chef för polisdepartementet i inrikesministeriet |
| III       | Тайный советник (Geheimeråd)                         | Generallöjtnant |                                                  |
| IV        | Действительный статский советник (Verkligt statsråd) | Generalmajor    | Överpolismästare                                 |
| V         | Статский советник (Statsråd)                         | -               | Biträdande överpolismästare                      |
| VI        | Коллежский советник (Kollegieråd)                    | Överste         | Polismästare Landsfogde                          |
| VII       | Надворный советник (Hovråd)                          | Överstelöjtnant | Biträdande landsfogde                            |
| VIII      | Коллежский асессор (Kollegieassessor)                | Kapten          | Länsman                                          |
| IX        | Титулярный советник (Titulärråd)                     | Stabskapten     | Biträdande länsman                               |
| X         | Коллежский секретарь (Kollegiesekreterare)           | Löjtnant        | Polisfogde                                       |
| XII       | Губернский секретарь (Guvernementssekreterare)       | Underlöjtnant   | Biträdande polisfogde                            |
| XIV       | Провинциальный секретарь (Provinssekreterare)        | Fänrik          |                                                  |

1. ↑  En överpolismästare var chef för polisen i Sankt-Petersburg, Moskva eller Warzawa.
2. ↑  En polismästare var chef för polisen i i en guvernementsstad (länets residensstad) och en del andra större städer. Det fanns även polismästare i de städer som hade överpolismästare som polischefer
3. ↑  En landsfogde (ispravnik) var chef för polisen i ett distrikt (ujezd) på landsbygden.
4. ↑  En länsman (stanovoj pristav) var polischef i ett underordnat polisdistrikt (stan) på landsbygden.
5. ↑  En polisfogde (utjastskovoj pristav) var chef för ett vaktdistrikt i en stad.

Källa:  

## Polismän utan rang i städerna

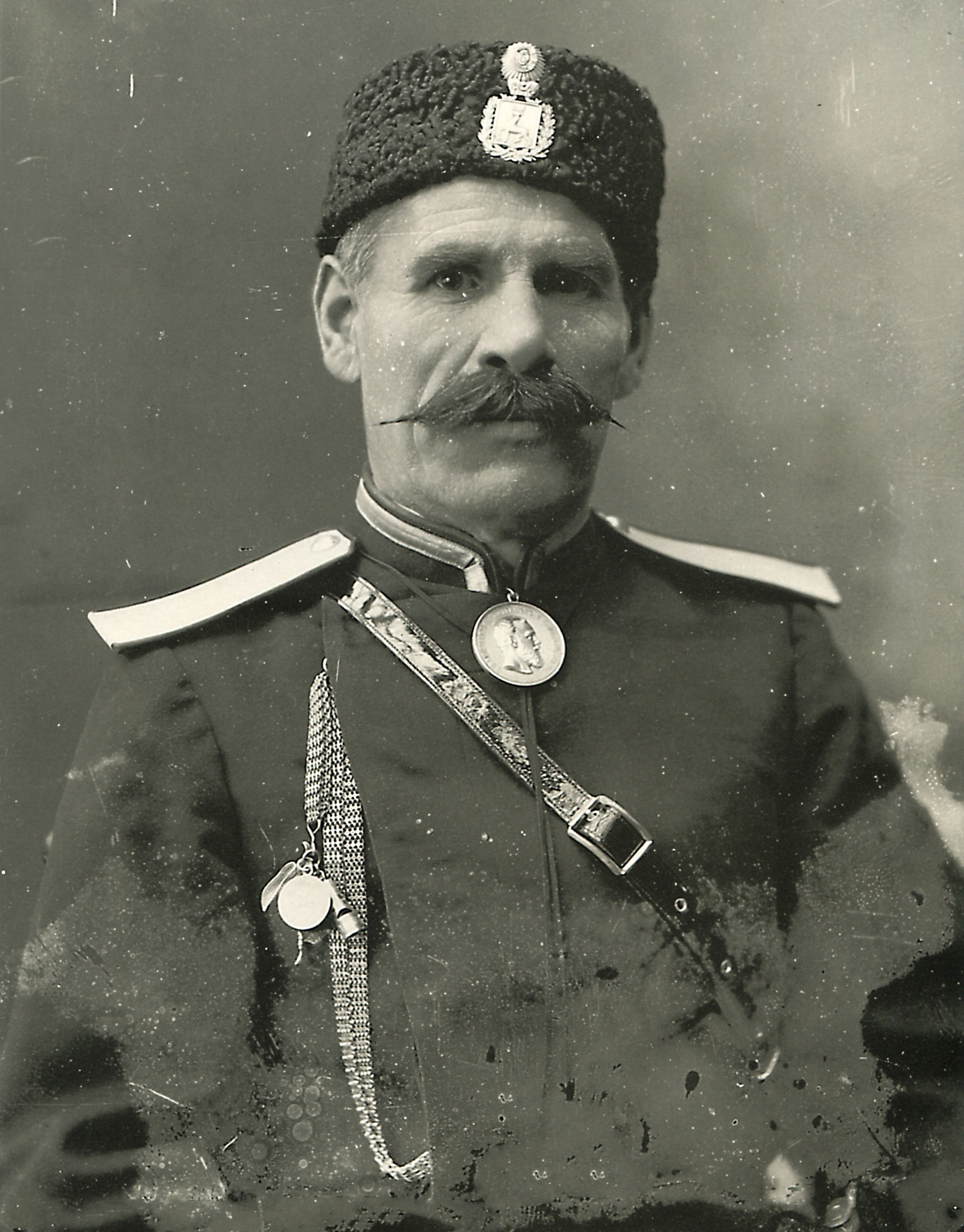
Roteuppsyningsman i slutet av 1800-talet.

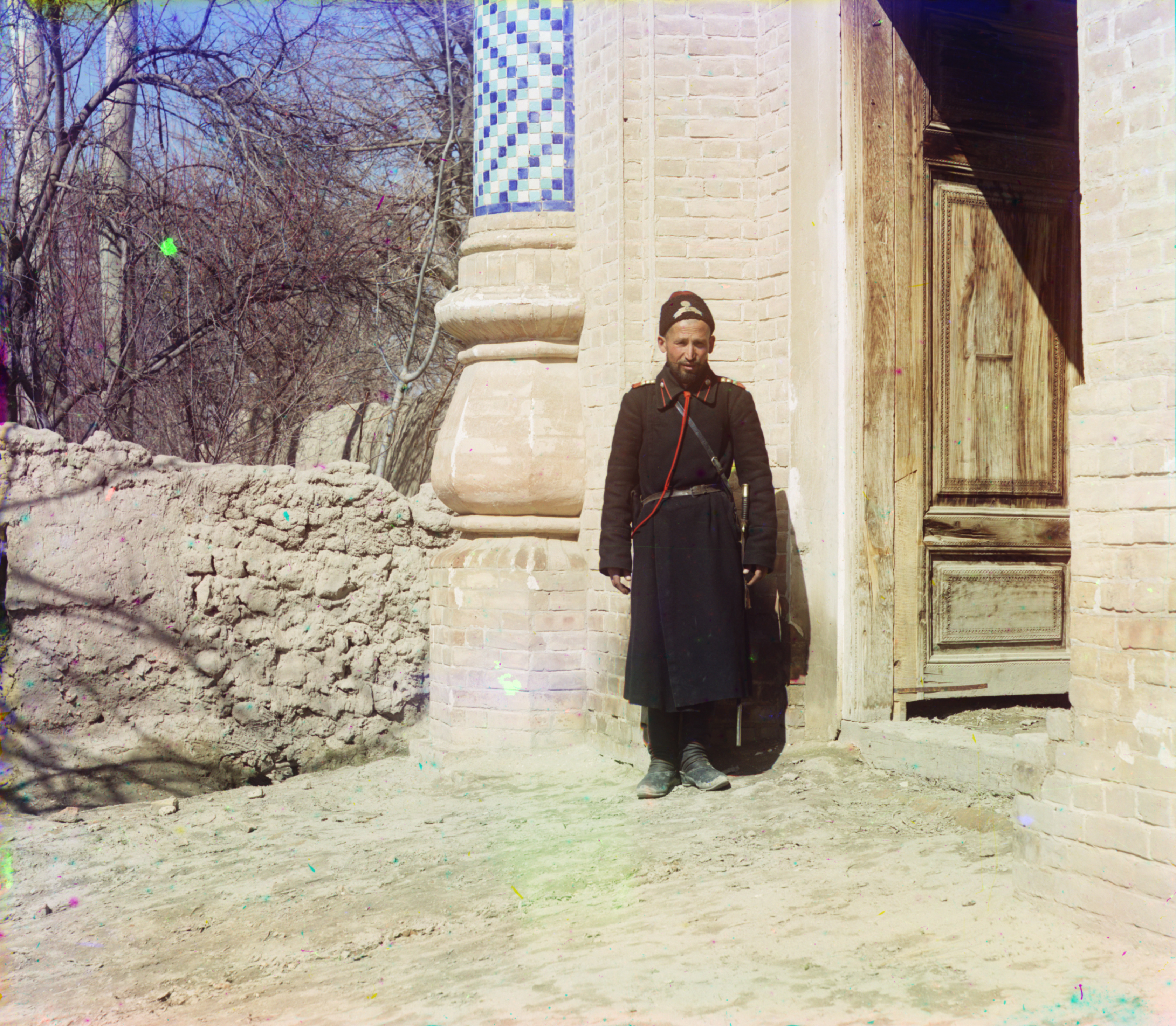
Poliskonstapel (gorodovoj) i Samarkand i början på 1900-talet. Foto av Sergej Prokudin-Gorskij.

| Tjänstegrad                                                    | Motsvarande militär grad |
| -------------------------------------------------------------- | ------------------------ |
| Околоточный надзиратель (Roteuppsyningsman)                    | Underfänrik              |
| Помощник околочного надзиратель (Biträdande roteuppsyningsman) | Fältväbel                |
| Городовой высшего оклада (Konstapel i högre löneklassen)       | Äldre underofficer       |
| Городовой среднего оклада (Konstapel i mellersta löneklassen)  | Yngre underofficer       |
| Городовой низшего оклада (Konstapel i lägsta löneklassen)      | Korpral                  |
| Городовой низшего оклада (Konstapel i lägsta löneklassen)      | Menig                    |

1. ↑  En roteuppsyningsman ansvarade för en stadsrote om cirka 3 000 invånare.

Källa:  

## Polismän utan rang på landsbygden
| Tjänstegrad                                                  | Motsvarande militär grad |
| ------------------------------------------------------------ | ------------------------ |
| Полицейский урядник (Polisuppsyningsman)                     | Underfänrik              |
| Старший стражник (Äldre konstapel)                           | Fältväbel                |
| Стражник высшего оклада (Konstapel i högre löneklassen)      | Äldre underofficer       |
| Стражник среднего оклада (Konstapel i mellersta löneklassen) | Yngre underofficer       |
| Стражник низшего оклада (Konstapel i lägsta löneklassen)     | Korpral                  |
| Стражник низшего оклада (Konstapel i lägsta löneklassen)     | Menig                    |

1. ↑  En polisuppsyningsman ansvarade ursprungligen under länsmannen för lag och ordning i en socken och biträddes av sotskiji och desjatskiji (fjärdingsmän och byvaktare) från bondeklassen. När beridna och oberidna strazjniki (poliskonstaplar) började införas på landsbygden 1903 blev polisuppsyningsmannen deras närmaste förman (överkonstapel).

Källa: